# Universität Mons

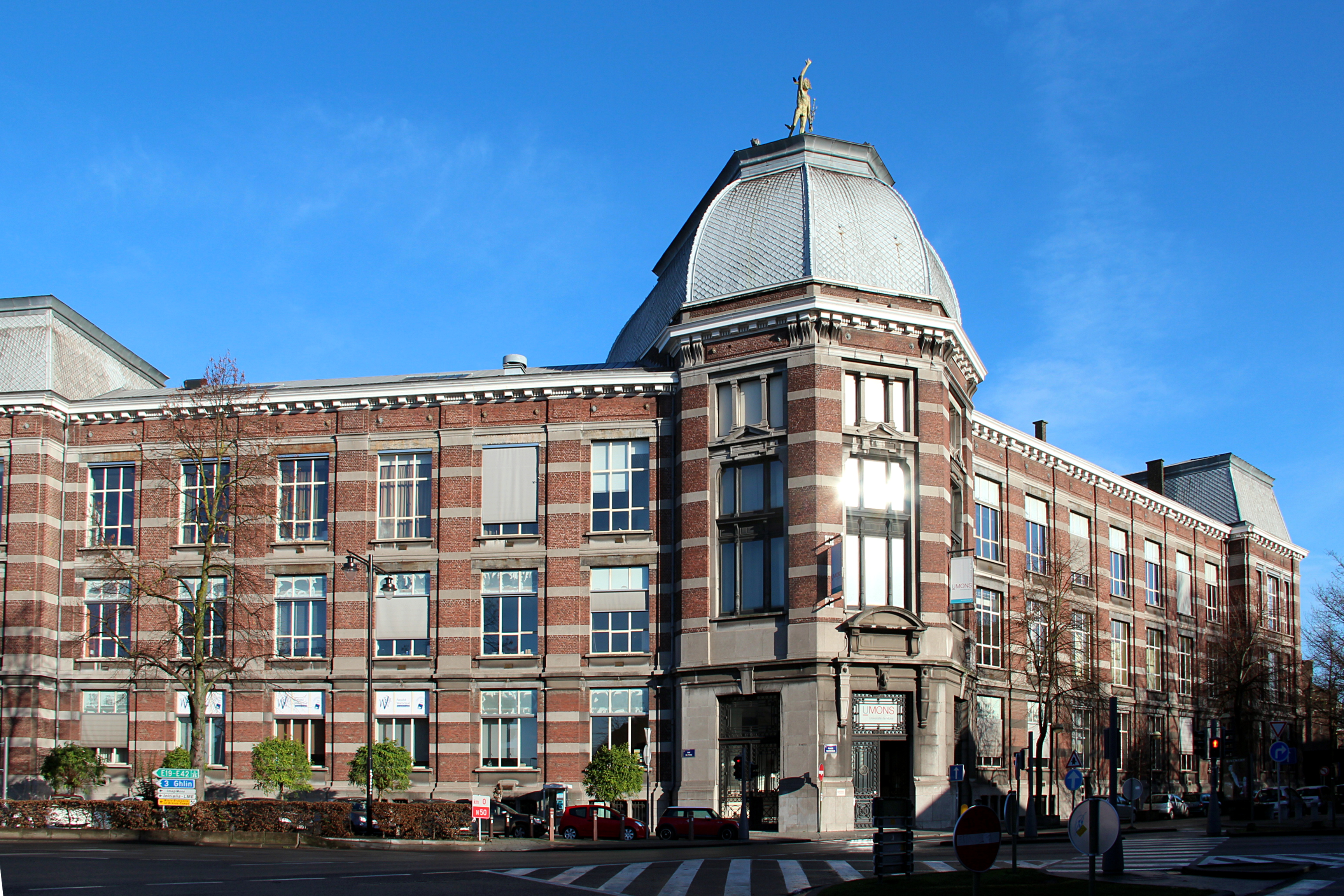
Universität Mons.

Die Université de Mons (UMons) (dt.: Universität Mons) ist eine 
französischsprachige Universität mit Standorten in den belgischen Städten Mons und Charleroi in der Provinz Hennegau. Sie entstand im Jahre 2009 aus dem Zusammenschluss der kleineren Polytechnischen Fakultät Mons mit der größeren Universität Mons-Hainaut. 
An den sieben Fakultäten (Engineering, Wirtschaft und Management, Psychologie und Erziehungswissenschaft, Medizin und Pharmakologie, Naturwissenschaften, Übersetzen und Dolmetschen, Architektur und Stadtplanung) und drei Instituten (Sprachwissenschaften, Human- und Sozialwissenschaften, Rechtswissenschaften) studieren circa 7000 Studenten.

## Geschichte und Gegenwart
Am 6. Juli 2007 hatten die Verwaltungsräte der kleineren Polytechnischen Fakultät Mons und der größeren Universität Mons-Hainaut einstimmig beschlossen, zur neuen Université de Mons zu fusionieren. Diese neue Universität sollte dann ab dem akademischen Jahr 2009–2010 funktionieren.
Am 1. Januar 2009 war es dann soweit. Die beiden Einrichtungen 
schlossen sich zur neuen Universität Mons
zusammen. Der größere Fusionspartner, die Universität Mons-Hainaut, war selbst wiederum 1965 u. a. aus dem Institut commercial des industriels du Hainaut (Wirtschaftsinstitut, 1899 durch Raoul Warocqué gegründet) hervorgegangen. 
In der Universitätsbibliothek aus dem Jahre 1797 befinden sich über 715000 Werke, darunter 450 Manuskripte, eines davon aus dem 10. Jahrhundert. Weiterhin besitzt man 140 Inkunabeln, darunter eine Gutenberg-Bibel.

## Alumni
- Elio Di Rupo (* 1951), Doktor der Chemie, Politiker und seit 2011 belgischer Ministerpräsident.